# 일론 머스크의 트위터 인수

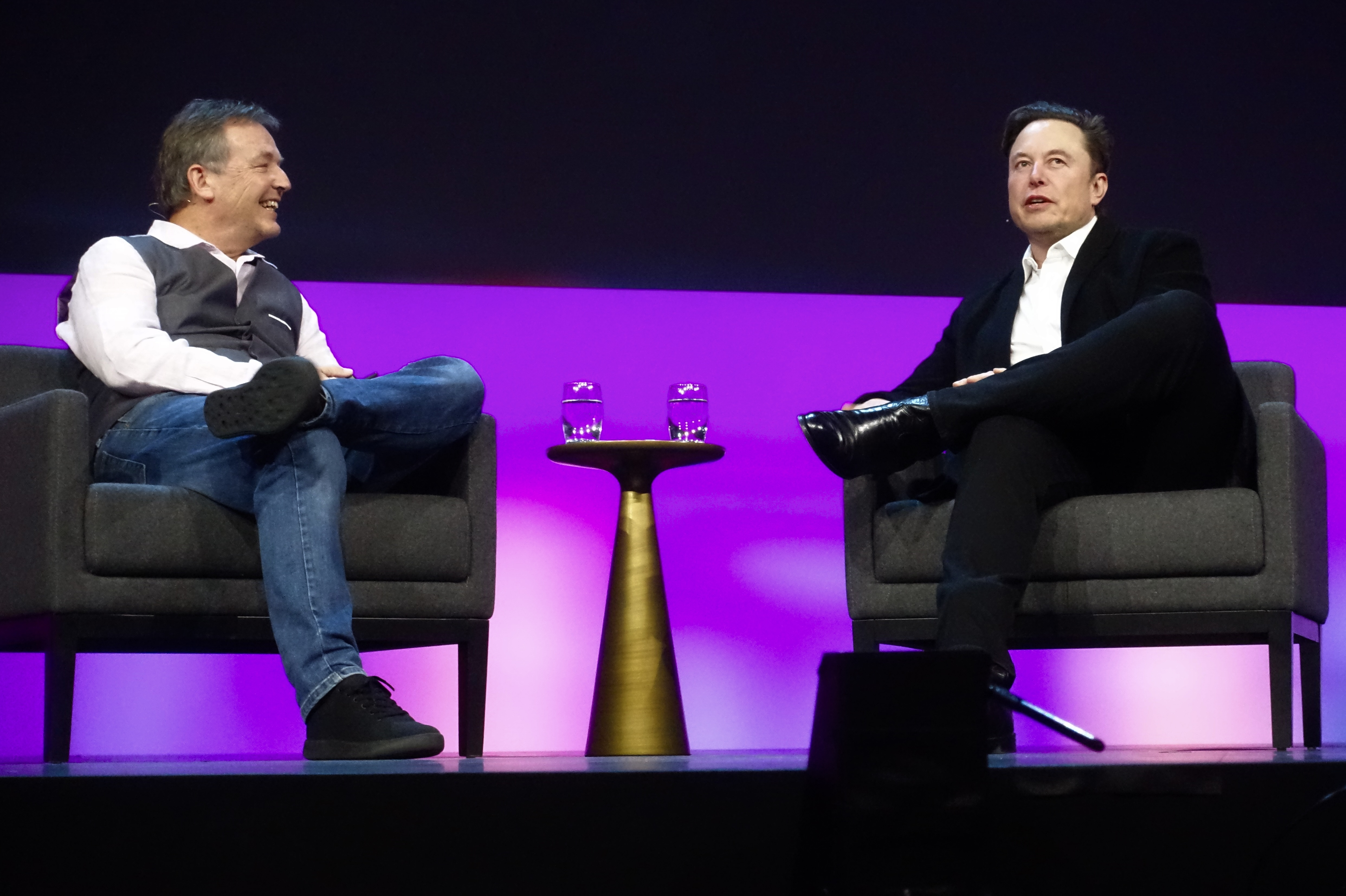
TED에서 트위터 인수에 관한 토론 중인 일론 머스크와 크리스 앤더슨

2022년 4월 14일 재계의 거물로 알려진 일론 머스크(Elon Musk)는 소셜 미디어 주식회사 트위터를 430억 달러에 인수하겠다고 제안했다. 제안 이전 주식의 9.1%를 26억 4천만 달러에 인수한 그는 트위터의 단일 최대주주였다. 트위터는 머스크가 이사회에 합류하도록 초대했고, 머스크는 마음을 바꾸기 전에 수락했다. 머스크의 제안에 대해 트위터는 다음 날 주주가 매수가 발생할 경우 추가 주식을 구매할 수 있도록 하는 "포이즌 필" 전략을 발표했다. 4월 25일 트위터 이사회는 머스크의 440억 달러 인수 제안을 만장일치로 수락했다. 트위터는 비상장회사로 전환될 예정이다. 2022년 10월, 일론 머스크는 트위터 인수 절차를 마쳤다.
이번 인수는 회사의 비상장화 건 중 가장 큰 규모로 묘사된다. 이번 매입을 둘러싸고 한편에서는 머스크의 개혁과 비전에 대해 호평했으나, 한편으로는 트위터 내 사이버 폭력이 증가하리라는 우려를 내비치기도 했다.

## 전조

### 배경
일론 머스크는 2010년 6월 개인 트위터 계정에 첫 트윗을 게시했으며 매입 당시 8천만 명 이상의 팔로워를 보유하고 있었다. 2017년 트위터를 사라고 제안한 트윗에 그는 “얼마예요?”라고 답했다. 3월 24일 머스크는 트위터를 비판하는 성명을 트윗하고, “언론의 자유는 민주주의가 작동하는 데 필수적인 것”이라는 원칙을 트위터가 고수하는지 팔로워들을 대상으로 설문조사를 실시했다.

### 초기 단계
머스크는 2022년 1월 31일 트위터 주식을 매입하기 시작했다. 4월 4일 머스크는, 3월 14일 트위터 주식 9.1%를 26억 4000만 달러에 인수하여 회사의 최대주주가 되었다고 발표했다. 발표 이후 트위터의 주가는 27% 급등하여 2013년 기업공개 (IPO) 이래 가장 큰 증가세를 기록했다. 4월 5일 트위터는 머스크를 회사 이사회에 초대했고 머스크는 이를 수락했다. 이사회에 합류했다면 머스크는 14.9% 이상의 지분을 소유하지 못했을 것이다. 4일 후 직책의 효력이 발효되기 전, 머스크는 트위터를 비판하는 여러 트윗을 게시한 후 이사회에 합류하기로 한 결정을 번복했다.

## 매입

### 인수 입찰
4월 14일, 머스크는 회사를 430억 달러(주당 54.20달러)에 인수하고 사기업으로 전환하겠다는 자발적이고 구속력 없는 제안을 했다. 이 입찰은 적대적 인수 시도로 해석되었으며, 트위터 측은 이사회가 "회사와 모든 트위터 주주에게 최선의 이익이 된다고 생각하는 행동 방침을 결정하기 위해 제안을 신중하게 검토할 것"이라고 응답했다. 머스크는 트위터가 "언론의 자유를 위한 전세계적 플랫폼이 될 가능성"을 믿고, 언론의 자유는 "민주주의가 작동하는 데 필요한 사회적 의무"라며 자신의 재산을 불리려는 제안은 하지 않았다고 주장했다. TED 인터뷰에서 머스크는 "트위터는 그 나라의 법을 따라야 한다"며 전 세계 정부의 검열에 맞서 싸우는 데 거의 관심을 보이지 않았다. 대신, 표현의 자유에 대한 머스크의 우려는 거의 전적으로 트위터의 중재 정책에 관한 것이었다. 1주당 가격을 54.20달러로 맞춘 것은 대마초 문화에서 마리화나 소비를 가리키는 속어인 '420'에서 따온 것으로 보인다.
4월 15일 트위터 이사회는 적대적 인수 발생시 주주가 추가로 주식을 구매할 수 있는 "포이즌 필" 전략을 발표했다. "포이즌 필"은 2023년 4월 14일에 만료된다. 4월 20일 머스크는 모건 스탠리, 뱅크 오브 아메리카, 바클리즈, MUFG, 소시에테 제네랄, 미즈호 은행, BNP 파리바로부터 트위터 인수를 위한 공개 매입용 자금 465억 달러를 확보했다고 밝혔다. 인수 제안에 투입된 자금은 다음과 같다.
- 선순위 담보 은행 대출 70억 달러
- 후순위채 60억 달러
- 테슬라의 머스크 주식 625억 달러어치를 담보로 한 개인 대출 125억 달러
- 테슬라 주식 매각 등 자기 자본 조달 자금 210억 달러
- 제3자 19명에게 투자받은 자기 자본 71억 달러[23][24][25][26]

트위터에 지급한 보증금 130억 달러는 2022년 회사의 예상 운영 현금 흐름의 7배에 해당한다. 대출 그룹에 속한 은행들은 여러 위험 요소를 발견하고, 125억달러 어치의 마진 대출에만 참여하기로 결정했다. 트위터에 대한 이자비용으로 대출금 약 10억 달러가 지불된 것으로 추정된다. 이틀 뒤 머스크는 인수를 준비하면서 '엑스홀딩스' (X Holdings)라는 3개의 지주회사를 등록했다.
테슬라 주가는 인수 발표 다음날 12% 하락했고, 같은 날 머스크는 210억달러의 장부상 손실을 냈다. 은행에 담보로 약속한 125억 달러 어치를 제외하고, 머스크가 보유한 테슬라 주식으로 확보할 수 있는 금액은 110억 달러이다. 이는 현금 출자에 필요한 210억 달러보다 100억 달러 적은 액수이다.부족한 금액을 충당하는 방법 중 하나는, 경상소득으로 과세될 테슬라 스톡옵션 행사이다. 트위터가 인수에 동의한 후 3일 동안 머스크는 테슬라 지분 85억 달러를 팔았다.
5월 5일 《뉴욕 타임즈》는 기존 투자자 일부가 물러났지만 저명한 기술계 투자자들이 자기주식 71억 달러를 투자금으로 "몰아주었다"고 말했다. 투자자로는 앤드리슨 호로위츠, 세쿼이아 캐피탈, 왕자 알 왈리드 빈 탈랄, 래리 엘리슨, 바이낸스, 카타르 투자청 등이 있다. 이 주식 투입으로 당초 125억 달러였던 개인은행 대출금은 62억5000만 달러로 줄었고, 필요한 현금출자금은 210억 달러에서 200억 달러 미만으로 소폭 경감되었다.

### 매수와 여파
4월 24일 여러 매체는 트위터가 머스크의 제안을 수락하기 위한 최종 협상 중이라며 거래는 다음 날 성사될 것 같다고 보도했다. 그러나 《로이터》는 마지막 순간에 무산될 가능성이 여전히 있다고 경고했다. 트위터 이사회는 4월 25일 440억 달러 인수 제안을 공개적으로 만장일치 수락했으며, 2022년 중 거래 완료 시 트위터는 비상장 기업이 된다. 거래가 완료되기 전에 주주와 규제 기관의 승인이 필요하지만 분석가들은 저촉될 가능성이 없다고 생각했다. 합의가 무산되면 머스크는 약 10억 달러의 위약금을 물게 된다. 이번 인수로 트위터 CEO 파라그 아그라왈은 3,900만 달러, 트위터의 공동 창립자이자 전 CEO 잭 도시는 9억 7,800만 달러를 받는 것으로 알려졌다. 테슬라 주가는 다음 개장일에 1,250억 달러 이상 하락하였고, 머스크는 순자산 중 약 300억 달러를 잃었다.
승인 발 후 머스크는 투명성을 높이기 위해 콘텐츠 피드에서 트윗 순위를 매기는 알고리즘을 오픈 소스로 만드는 것이 첫 번째 계획이라고 밝혔다. 그는 또한 스팸봇을 제거하고 "모든 실제 인간을 인증"하겠다고 밝혔다. 또한 머스크는 트위터의 샌프란시스코 본사를 노숙자 보호소로 전환할 것을 제안했으며 트위터의 기업 경영에는 자신감이 없다고 말했다. 그는 이후 8,600만 팔로워에게 비자야 가데 등 트위터 임원을 비판하는 트윗을 게시했다. 이로 인해 임원들은 (언론에 따르면) 인종차별적, 성차별적 공격에 직면했다. 전 CEO 딕 코스톨로는 머스크를 비난했고, 아그라왈은 회사 주변의 "소란에도 불구하고" 트위터 직원들이 자랑스럽다고 말했다.
4월 27일, 일론 머스크는 "사회적 신뢰를 위해, 저는 트위터를 정치 중립적인 공간으로 만들겠습니다. 극우파나 극좌파 모두 똑같이 화를 내시겠죠"라고 트윗했다.
4월 28일, 트위터는 모욕적 게시물에는 광고가 게재되지 않을 것이라고 광고 대행사들을 안심시켰다. 머스크는 자본 담당가들과 인건비 및 비용 절감, 인플루언서 유치, 구독 서비스 추가 방안을 논의했다.

## 반응

### 발표 전
4월 5일 머스크가 트위터 이사회 임원으로 소개된 후, 아그라왈은 머스크의 임명이 회사에 장기적인 가치를 가져올 것이라고 썼고, 도로시는 머스크가 "우리 세계와 트위터의 역할에 깊은 관심을 갖고 있다"고 적었다.4월 11일, 아그라왈은 머스크의 이사회 사임에 대해 "최선을 다한 것"이라며 회사는 "그에게 열려 있을 것"이라고 말했다. 다음날 트위터 주주들은 주가 조작과 미국증권거래위원회 규정 위반 혐의로 머스크를 고소했다.
4월 14일 트위터 직원들은 언론의 자유에 대한 머스크의 견해에 우려를 표명했으나, 많은 보수 평론가와 정치인들은 머스크가 제시한 트위터의 변화에 열광했다. 4월 19일, 내셔널 어반 리그는 트위터에 머스크의 인수 제안을 거부하라고 촉구하며, 이는 사용자의 민권에 향후 부정적인 결과를 초래할 것이라고 경고했다. 4월 22일 미국 공화당 하원 의원들은 트위터 이사회에 머스크의 인수 제안과 관련된 모든 기록을 보존할 것을 요구하여, 2022년 중간선거 이후 있을 의회 청문회 절차를 마련했다. 하버드 대학의 미국 정치 연구 센터(CAPS)와 해리스 폴이 실시한 여론 조사에 따르면 미국 유권자의 57%가 머스크의 트위터 인수를 찬성했다. 플로리다 주의 최고재무책임자 지미 패트로니스는 머스크의 제안을 환영하며 트위터의 "포이즌 필" 전략에 비판적인 견해를 보였다. 4월 25일 트위터가 머스크의 제안을 받아들일 전망이라는 보도가 나오자 트위터의 주가는 5% 상승했다.

### 발표 이후
아그라왈은 이번 매입에 박수를 보내고, 인수가 승인될 때까지 해고 계획은 없다며 직원들을 안심시켰다. 도로시는 "월스트리트로부터 (트위터를) 되찾는 것이 올바른 첫 번째 단계"라고 말하며 매각을 승인했으며 머스크에게 회사의 소유권을 넘겼다. 짐 조던, 이베트 헤렐, 마샤 블랙번, 테드 크루즈 등 미국 의회의 공화당 의원들은 이번 거래를 두고 언론의 자유 회복이라며 호평했다. 반면 프라밀라 자야팔, 헤수스 가르시아, 마리 뉴먼, 마크 포칸 등 민주당 의원들은 머스크와 인수합병을 비판했다. 전 미국 대통령인 도널드 트럼프는 거래에 찬성 입장을 표명했지만, 금지가 해제되더라도 다시 가입하지 않을 것이라고 말했다. 멕시코 대통령 로페스 오브라도르는 머스크가 봇들의 조작과 왜곡을 '정화'해주기를 기대한다는 입장을 밝혔다. 머스크의 인수 이후 2022년 4월 27일까지 30,000명의 새로운 사용자가 Fediverse의 마스토돈 서버에 유입되었다. 보수 성향 트위터 계정의 팔로워는 상당히 증가했으나, 진보측 유저는 소폭 감소했다. 매각 이후 많은 좌파 유저들이 트위터를 떠났다.
트위터 최고법률책임자 비자야 가데는 머스크의 비판을 받고 나서 발표 후 치러진 회의 도중 울음을 터트렸고, 이후 온라인상에서 조롱을 받았다. 아그라왈은 직원들 사이에서 불거진 우려를 종식시키려 전직원회의를 열었다. 일부 LGBTQ+ 사용자와 활동가는 정지된 트위터 계정에 발언권을 다시 부여하면 사이버 폭력과 증오발언이 증가할 것이라며 우려했다. QAnon의 음모론 팔로워들은 언론의 자유를 중시하는 머스크 덕에 자신들이 트위터로 복귀할 수 있다고 믿으며 축하했다. 연방 통신 위원회 위원인 브렌던 카는 기관이 이번 매각을 막아야 한다는 요청에, 그런 권한은 없다며 "터무니없는" 소리라고 응답했다.
머스크의 주식회사 테슬라의 경쟁사인 피스커의 공동 설립자이자 CEO인 헨리크 피스커는 인수 발표 직후 트위터를 떠났다. 아마존 창업자 제프 베이조스는 테슬라가 중국 내 상업적 이득을 위해 머스크가 중국 정부에 트위터를 통한 영향력을 부여할 것인지 질문하고 나서, "아마도 그렇지 않을 것"이라고 대답했다. 마이크로소프트 공동 창업자 빌 게이츠는 머스크가 백신 관련 허위 정보 등 공중보건을 해치는 가짜 정보가 유포되도록 허용할 것인지를 두고 의문을 표했다. 유럽 내수 시장 위원회의 집행위원 티에리 브르통은 "유럽에서 활동하는 모든 회사는 (그 나라의) 규정을 준수해야 한다"고 강조했고, 유럽 연합은 새로운 온라인 규정이 디지털 시장과 빅테크 공룡들을 "전체적으로 정비"할 것이라고 발표했다.

## 일론머스크의 계약 파기
머스크가 계약을 해지하기로 한 결정에 따라 법률 전문가들은 일반적으로 머스크가 그렇게 하기 어려울 것이라는 데 동의했었다.캘리포니아 대학(University of California, Los Angeles)의 법학 교수 제임스 박(James Park)은 머스크의 스팸봇 주장이 약하고 그것이 중요하다고 의심한 반면 케이스 웨스턴 리저브 대학(Case Western Reserve University)의 경영법 교수는 트위터가 머스크의 주장을 반증하기 위해 합병을 시행할 수밖에 없었다고 관찰했다. Syracuse University의 Jennifer Grygiel 교수는 머스크가 방향을 바꿔 거래를 재검토할 수 있다고 생각했다.Tulane University Law School 교수 연구 부학장인 Ann Lipton과 인수 합병 전문가 Julian Klymochko는 모두 머스크가 중대한 역효과가 있다고 주장함으로써 자신의 소송에서 승소할 수 있을지에 대해 의구심을 표명했다.
Axios의 Felix Salmon은 계약서의 조항이 판사가 특정 성과를 부여하고 머스크가 거래를 진행하도록 명령할 수 있는 문을 열어주었다고 말했다.CNBC의 조나단 배니안은 머스크의 철수를 몇 달 간의 구매자 후회의 산물이라고 설명했다.. Verge의 C. Sottek은 머스크가 "수표를 현금화할 수 없다는 신화"를 썼다고 한탄하며 물러나는 이유를 조롱했다.
머스크가 거래에서 철수한다고 발표한 후 몇몇 트위터 직원들은 유머러스한 메시지를 게시했다.

## 분석
《CNBC》의 짐 크레이머는 트위터 이사회가 이사진들에게 직면한 개개인의 책임으로 인해 머스크의 제안을 거절할 수밖에 없을 것이라고 말했다. 《뉴욕 타임스》의 그렉 벤싱어는 머스크의 인수를 두고 표현의 자유 문제가 아니라 "확성기"를 쥐기 위한 것이라 주장했다. 자본분석가 안젤로 지노는 트위터가 소셜 미디어 기업의 자산 가치 하락으로 대체 입찰자가 나올 가능성이 낮다는 점을 깨닫고 이와 같이 결정한 것으로 보았다. 《내셔널 리뷰》의 케빈 D. 윌리암슨은 머스크의 트위터 매입을 2016년 도널드 트럼프의 대통령 선거 운동과 비교하며 "어느 정도는 흥행몰이, 어느 정도는 허영심, 어느 정도는 정말로 할 생각은 없었지만 발을 뺄 수 없어 내지른 결과"라고 평했다. 《CBC 뉴스》의 돈 피티스는 부유층이 미디어 플랫폼의 조정권을 얻는 것에 대한 논란을 지적했다.
Media Matters for America와 호주 전략 정책 연구소 모두 중국이 영향력을 이용하여 정치적 논쟁을 일으키거나 트위터를 조작할 가능성을 제시했다. 포레스터 리서치의 애널리스트 마이크 폴룩스는 머스크가 트위터의 중재 정책을 완화할 경우 다른 회사들이 떠날 수도 있다고 경고했다. 하버드 대학 매체, 정치, 공공 정책에 관한 쇼렌슈타인 센터의 연구원장 조안 도노반은 자신의 트위터에서 머스크가 주창한 표현의 자유로 여성, LGBTQ+, 유색인종들을 대상으로 한 폭력이 자행될 것이라고 지적했다. 《리즌》의 로비 솨베이는 머스크가 매입한다고 트위터나 민주주의가 위협받지는 않을 것이라며, "트위터를 과대평가하는 인물은 진보 성향이거나 주류 언론계"라고 주장했다. 《데저레트 뉴스》의 브리저 빌크베트코는 "머스크를 '표현의 자유 근본주의자'라고들 하지만, 그의 트위터 소유로 인해 진보계의 공포가 하강나선으로 빨려들어간다거나, 보수층의 르네상스가 올 것이라고 생각하는 사람은 적다"고 말했다.
비트코인 초기 투자자인 로저 버와 코인베이스 CEO 브라이언 암스트롱은 머스크가 트위터의 검열을 완화할 가능성을 두고 환영했다.

## 더 읽어보기
- Hawkins, Andrew J. (2022년 4월 22일). “Elon Musk Wants to Buy Twitter: Here's Everything You Need to Know”. 《The Verge》. 2022년 4월 25일에 원본 문서에서 보존된 문서. 2022년 4월 24일에 확인함.
- Stringer, Alyssa; Hatmaker, Taylor (2022년 4월 24일). “A complete timeline of the Elon Musk-Twitter saga”. 《TechCrunch》. 2022년 4월 24일에 원본 문서에서 보존된 문서. 2022년 4월 24일에 확인함.